# پاتیتسا
پاتیتسا (به بلغاری: Patitsa) یک منطقهٔ مسکونی در بلغارستان است که در شهرستان چرنوچن واقع شده‌است.
 پاتیتسا ۴٫۱۳۶ کیلومتر مربع مساحت و ۱۷۰ نفر جمعیت دارد.